# Marie-Marthe Brahier
Marie-Marthe Brahier (Saint-Brais, 1672 (?) - Porrentruy, 10 mei 1759) was een Zwitserse moeder-overste.

## Biografie
Marie-Marthe Brahier was een dochter van François-Humbert Brahier, die notaris was in Saint-Brais, en van Marie-Françoise Sicart. Nadat ze weeskind was geworden werd ze in Praag opgevoed door haar oom baron de Brahier, van wie zij de erfgename was. Ze trad in bij het ursulinenklooster van Porrentruy, waar ze van 1705 tot 1746 de functies uitoefende van novicenmeesteres, assistent, overste. Ze werd als overste naar Delémont gestuurd om aldaar het geestelijk leven en het materiële beheer van het klooster op zich te nemen (1746-1755). Daarna keerde ze terug naar Porrentruy. Ze gebruikte haar erfenis om aan de Sainte-Ursule-kerk waardevolle liturgische voorwerpen te schenken. Op instigatie van barones Marie-Henriette de Montjoie, de zuster van de prins-bisschop van Bazel, stichtte ze in 1709 in Porrentruy een congregatie voor volwassenen.
- Gemeinsame Normdatei: 107153016X
- Historisch woordenboek van Zwitserland: 026523
- Virtual International Authority File: 315964537